# Hovet

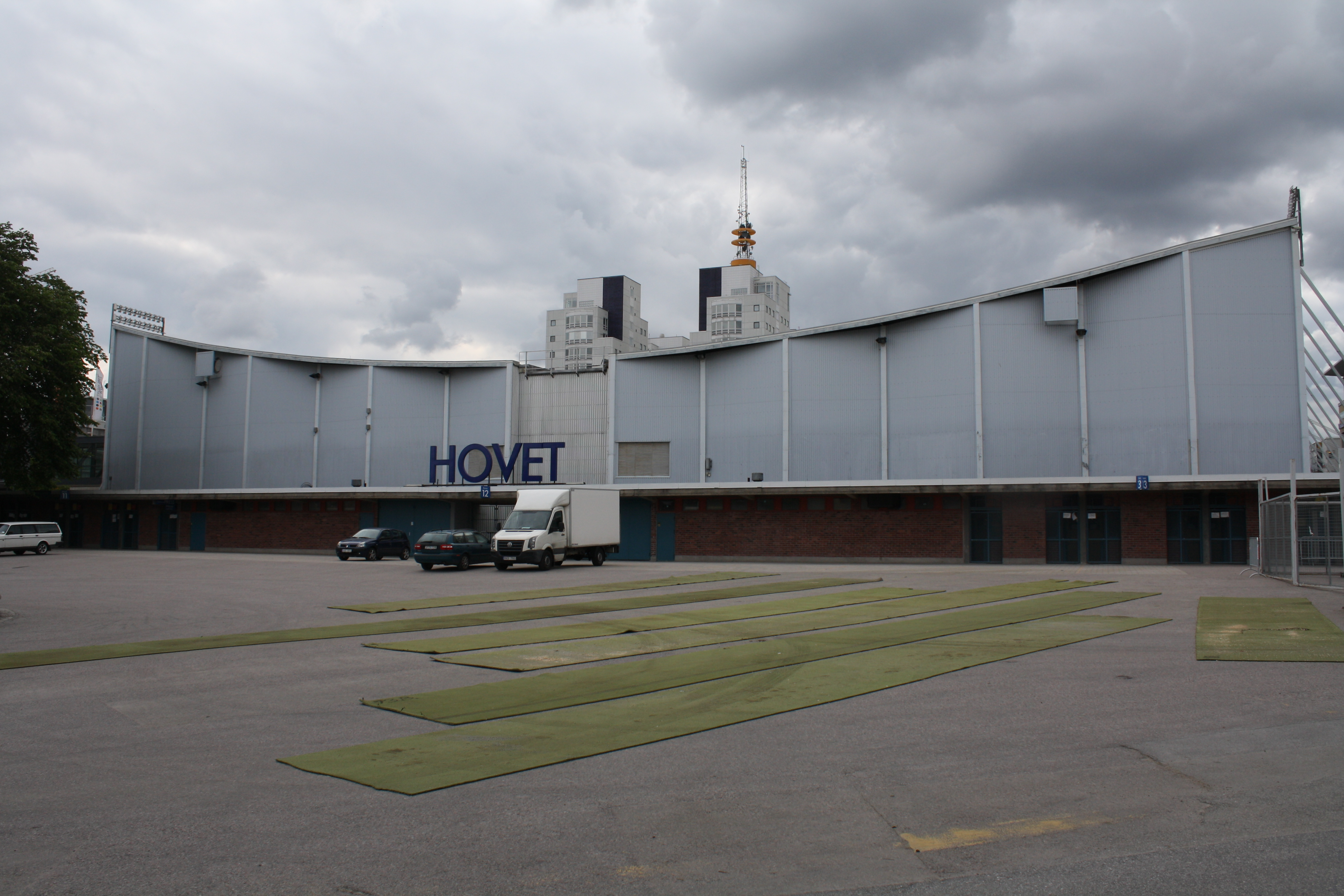
Hovet

Johanneshovs isstadion ou Hovet é um pavilhão polidesportivo e um estádio de hóquei no gelo localizado na cidade de Estocolmo, Suécia.
Foi inaugurado em 1955 e tem capacidade para 8 094 pessoas durante eventos desportivos.
É utilizado pelos clubes de hóquei no gelo AIK Ishockey e Djurgården Hockey.